# Mišovice
Mišovice (německy Mischowitz) jsou obec v okrese Písek v Jihočeském kraji. Leží asi 23 kilometrů severozápadně od Písku. Žije zde 261 obyvatel.

## Historie
První písemná zmínka o obci pochází z roku 1323.

## Obyvatelstvo
| Rok            | 1869  | 1880  | 1890  | 1900 | 1910  | 1921 | 1930 | 1950 | 1961 | 1970 | 1980 | 1991 | 2001 | 2011 | 2021 |
| -------------- | ----- | ----- | ----- | ---- | ----- | ---- | ---- | ---- | ---- | ---- | ---- | ---- | ---- | ---- | ---- |
| Počet obyvatel | 1 111 | 1 126 | 1 005 | 998  | 1 009 | 982  | 937  | 676  | 570  | 430  | 348  | 284  | 254  | 193  | 237  |
| Počet domů     | 156   | 165   | 170   | 170  | 165   | 163  | 174  | 178  | 153  | 134  | 120  | 95   | 167  | 168  | 168  |

## Obecní správa
Mezi lety 1850–1877 patřily Mišovice jako osada obce k Horosedlům v okrese Písek. V letech 1877–1964 patřily jako osada obce ke Kakovicím. Od 14. června 1964 do 31. prosince 1984 byly obcí. Od 1. ledna 1985 do 23. listopadu 1990 patřily jako část města k Mirovicím a od 24. listopadu 1990 jsou opět samostatnou obcí, ale Kakovice již zůstaly součástí Mirovic.

### Části obce
- Draheničky (k. ú. Svučice)
- Mišovice (k. ú. Mišovice)
- Pohoří (k. ú. Pohoří u Mirovic)
- Slavkovice (k. ú. Pohoří u Mirovic)
- Svučice (k. ú. Svučice)

Součástí obce je také základní sídelní jednotka Slavkovická Hora. K obci patří také samota Stranohoří.
Od 14. června 1964 do 31. prosince 1984 k obci patřily i Kakovice a Minice.
Sousedními obcemi sídla jsou Minice, Rakovice, Mirovice, Myštice, Uzeničky, Bělčice, Uzenice, Drahenice a Koupě.

### Obecní symboly
Znak a vlajka byly obci uděleny rozhodnutím předsedy Poslanecké sněmovny Parlamentu České republiky dne 23. března 2021.

## Doprava

### Dopravní síť
Do obce dále vedou silnice III. třídy. Slavkovicemi a Pohořím vede silnice II/175 Blatná – Mirovice. Železniční trať ani stanice či zastávka na území obce nejsou.

### Autobusová doprava 2024
Autobusovou dopravu v obci Mišovice zajišťují společnosti Arriva Střední Čechy a ČSAD AUTOBUSY České Budějovice. V obci se nachází zastávka Mišovice. Pod obec spadají také zastávky Mišovice, Draheničky, Mišovice,Draheničky, rozc., Mišovice, Draheničky, rozc. Hostišovice 2.0, Mišovice, Pohoří, Mišovice, Slavkovice, Mišovice, Slavkovická Hora a Mišovice, Svučice. Obec obsluhuje autobusová linka 360832. Zastávky Mišovice, Draheničky, rozc. a Mišovice, Draheničky, rozc. Hostišovice 2.0 obsluhuje autobusová linka 482 a zastávky Mišovice, Slavkovice a Mišovice, Slavkovická Hora obsluhuje autobusová linka 488. Autobusová linka 482 spojuje obec s Březnicí a Příbramí a směrem na druhou stranu pokračuje přes Blatnou až do Strakonic. Linka 488 začíná v Příbrami a pokračuje přes Milín, Chraštice, Mirovice, Čimelice a Mirotice až do Písku, přičemž obsluhuje i další obce a vesnice na své trase. Linka 360832 zajišťuje spojení mezi Mirovicemi a Blatnou, přičemž obsluhuje obce Minice, Mišovice a Myštice a další vesnice.

## Pamětihodnosti
- Kamenná boží muka u domu čp. 34 [8] Tato boží muka jsou vedená v Seznamu kulturních památek v okrese Písek.
- Návesní kaple z roku 1875 byla postavena za finanční spoluúčasti místních občanů.[9]
- Nedaleko od návesní kaple se nalézá pomník padlým spoluobčanům v první světové válce. Na kamenném podstavci je vsazená destička s tímto věnováním: Budiž Vám daleká země lehkou bratři! Zemřeli jste na cizí rozkaz, nedočkali jste se. Pod deskou je uvedená datace 1914–1918
- Výklenek pro sochu světce nebo patrona usedlosti se nachází ve zdi stodoly u domu čp. 24[9]
- Hřbitov Mišovice v Pohoří
- Tvrz Draheničky
- Kaplička mezi Mišovicemi a Svučicemi
- Kříž ve Svučicích
- Pomník obětem první světové války ve Svučicích
- Kostel svatého Petra a Pavla v Pohoří
- Muzeum Mirovicka
- Pomník padlích v Pohoří
- Socha svatého Jana Nepomuckého v Pohoří
- Socha svatého Jana Nepomuckého ve Slavkovicích

## Galerie

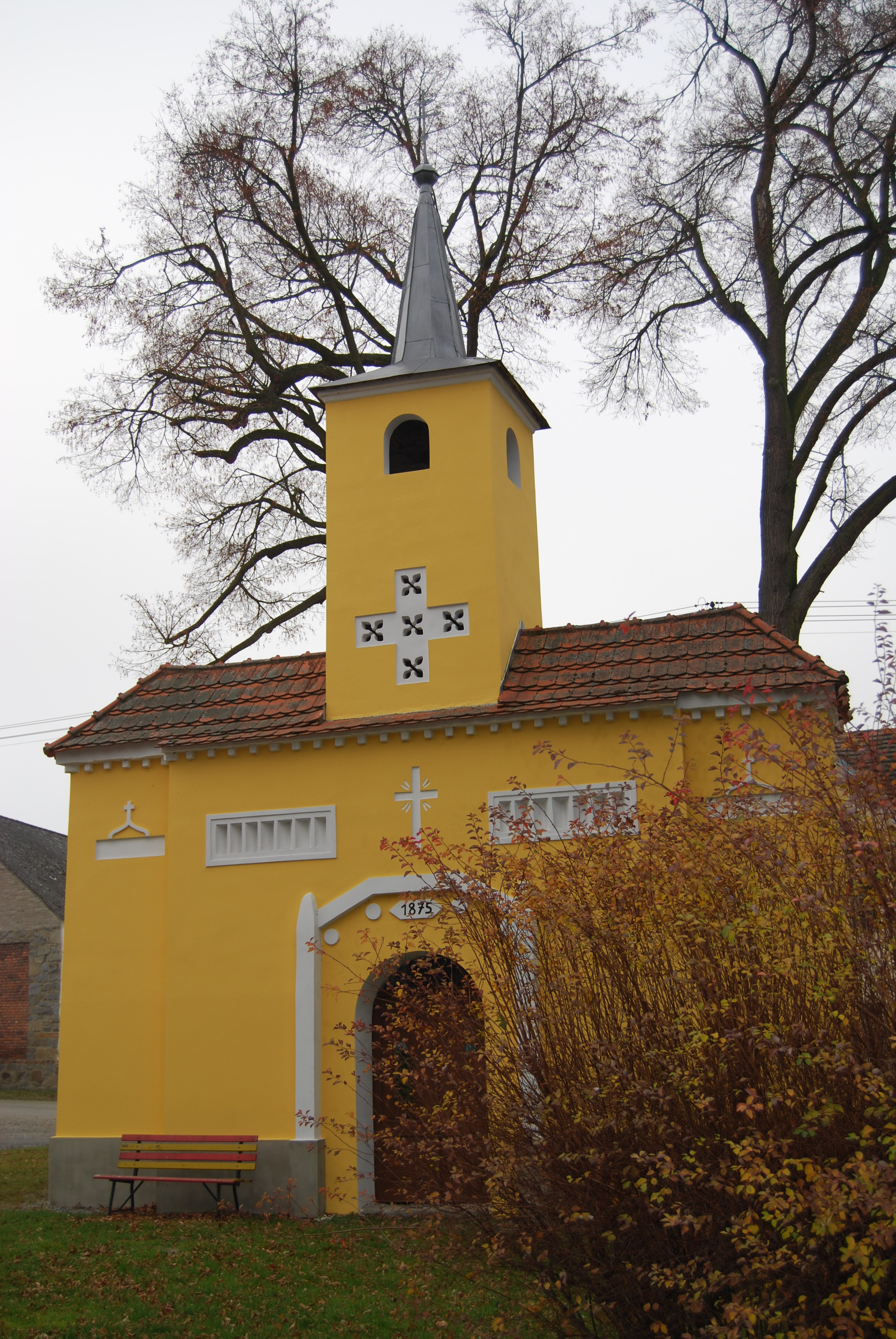
Kaple na návsi v obci
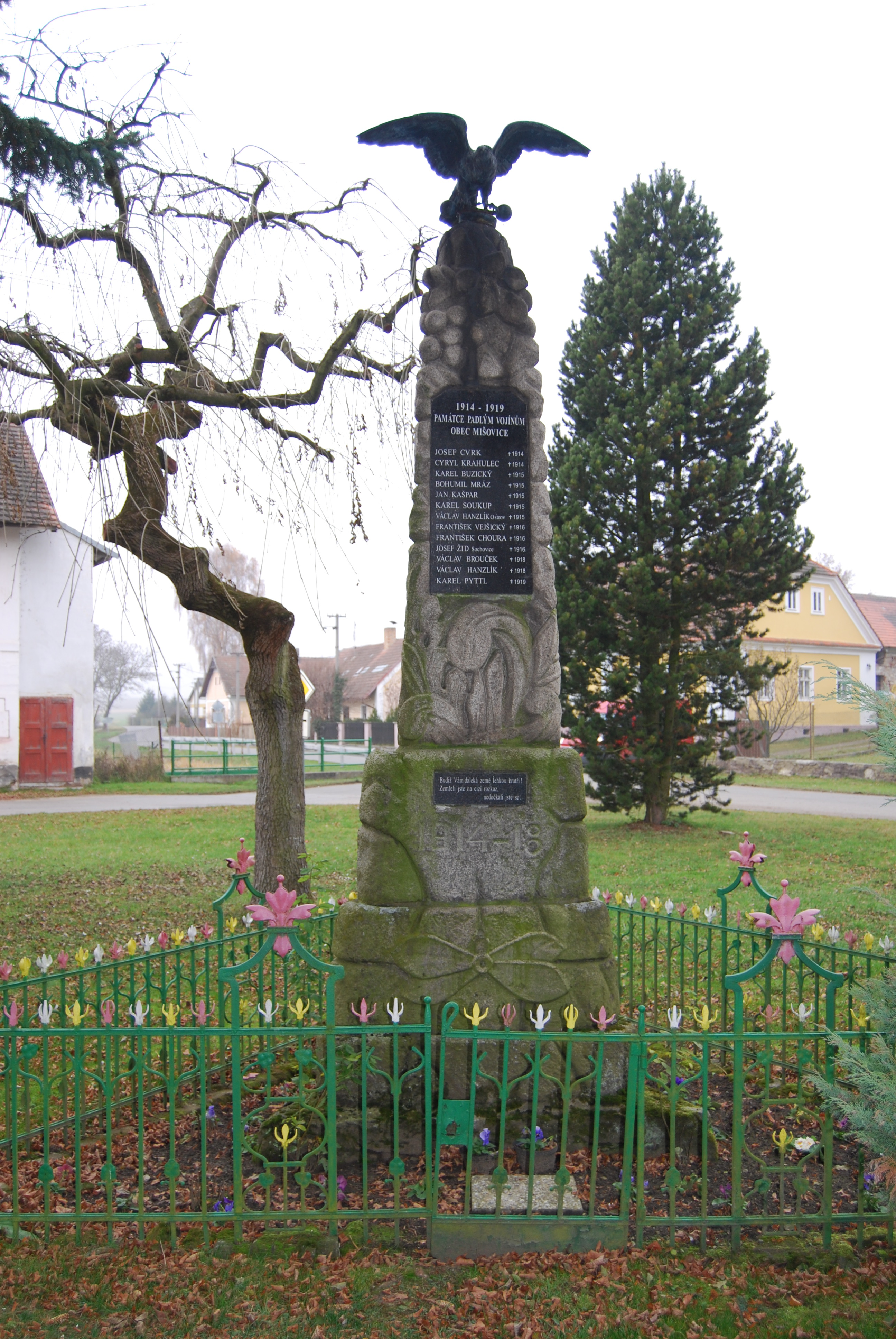
Pomník padlým
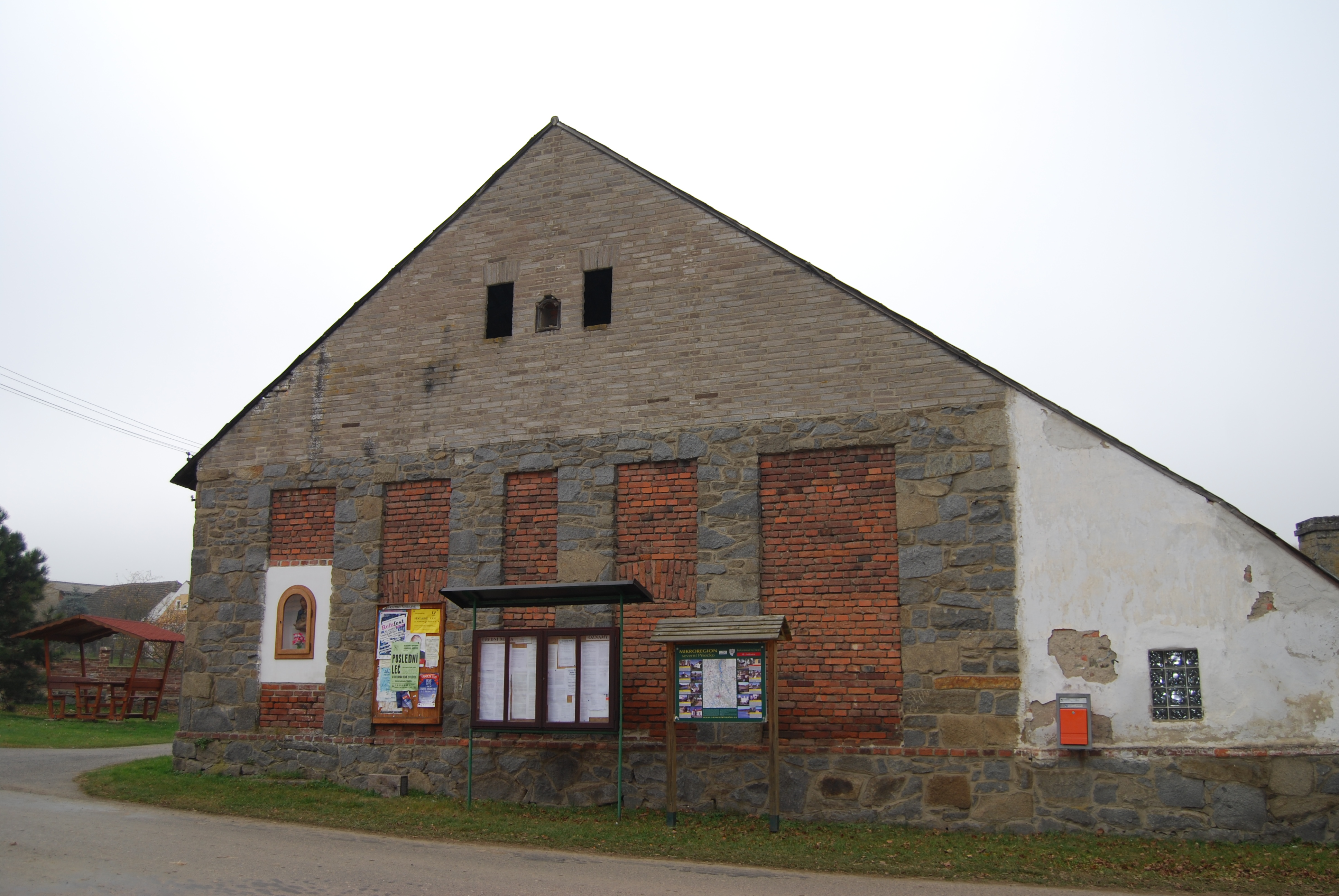
Stodola s výklenkem pro sochu
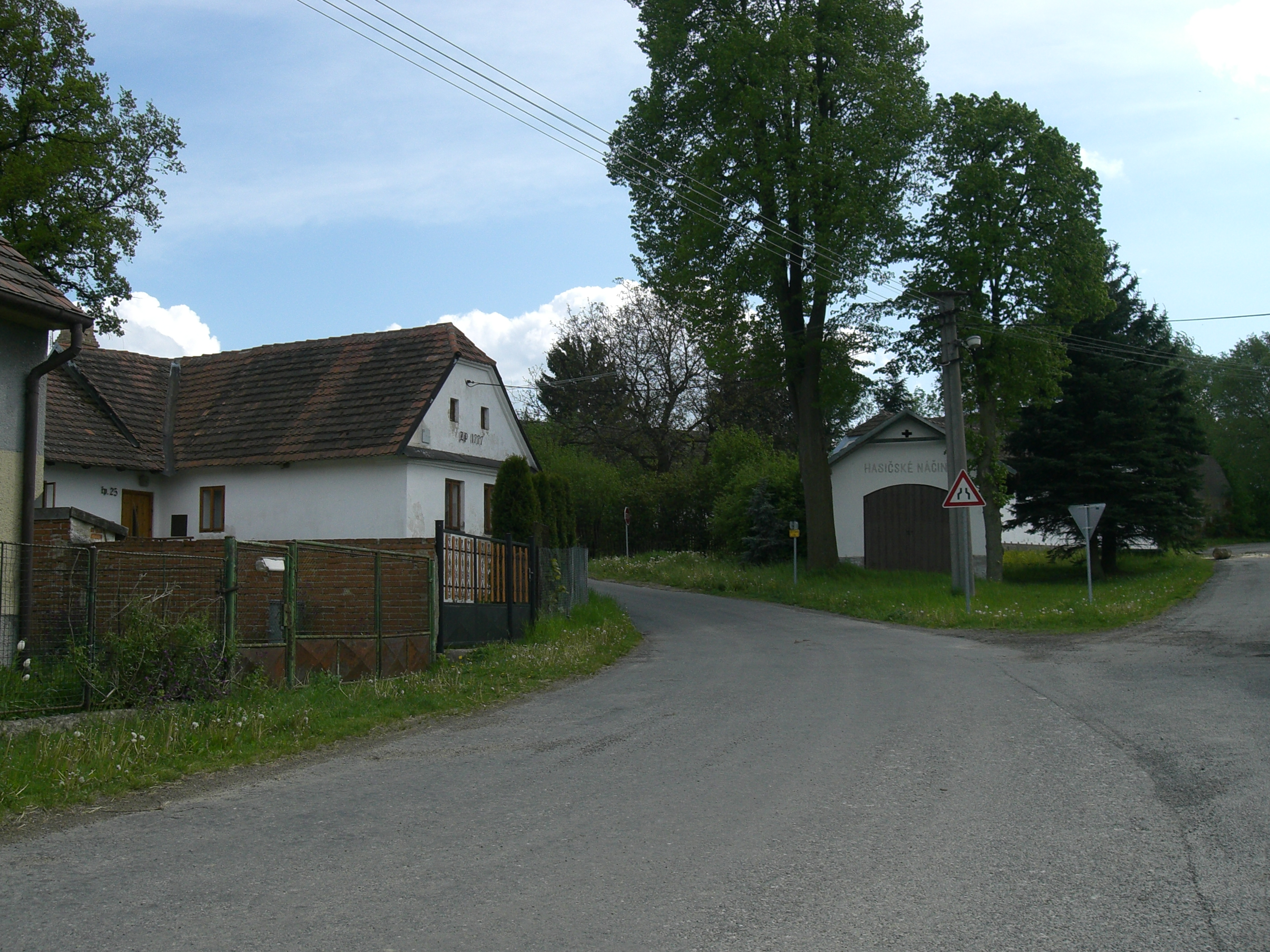
Pohled do obce
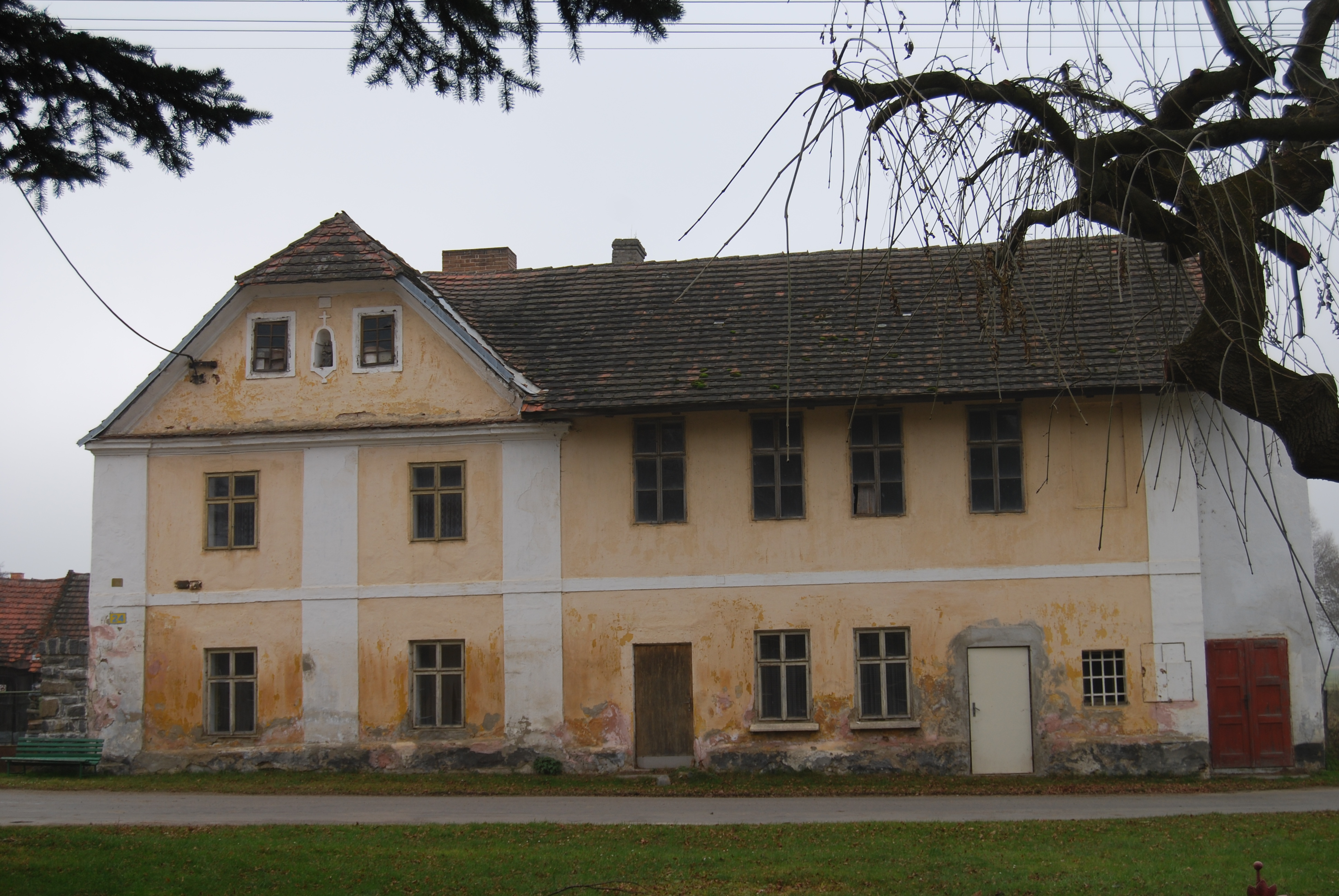
Stavení na návsi
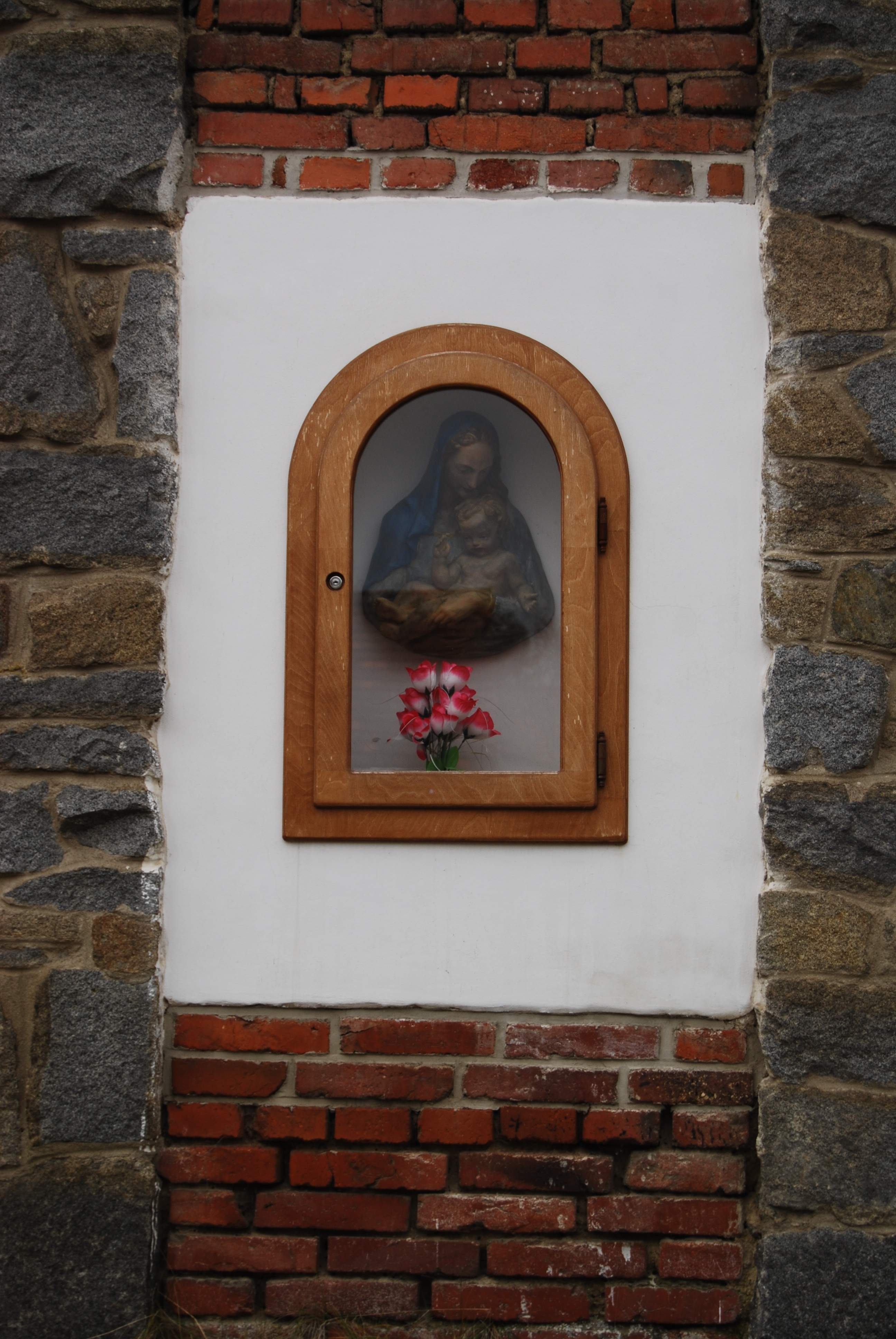
Výklenek pro sochu světce
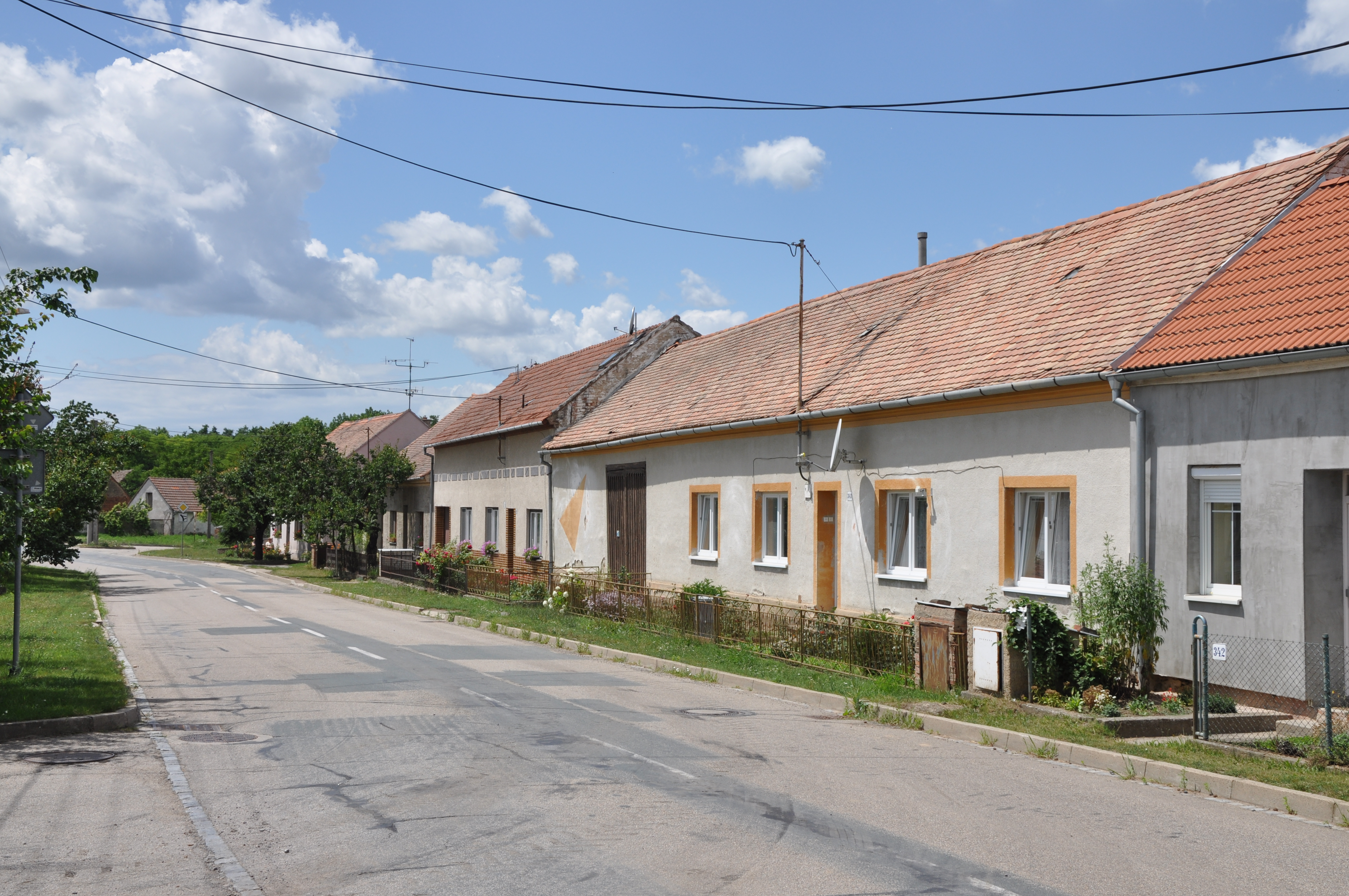
Stavení v obci